# Повстання Ісатая Тайманова
Повстання Ісатая Тайманова — збройний виступ казахів Молодшого жузу у 1836–1838 роках під проводом Ісатая Тайманова і Махамбета Утемісова проти російської колоніальної влади і підконтрольних їй ханів.

## Причини і перебіг повстання
Основною причиною повстання в Букеївській орді було зубожіння великої маси казахів-шаруа через відсутність достатньої кількості пасовищ. Внаслідок колоніальної політики імперської Росії число придатних для кочівлі земель неухильно скорочувалася. Землі Молодшого жузу, розташовані по Великому і Малому Узеню і навколо Камиш-Самарських озер, придатні для землеробства, регулярно вилучалися під козацькі хутори. Решту землі розподіляли нерівномірно, основні пасовища залишались за Жангір-ханом і його наближеними. Становище ускладнювала заборона казахам переходити через Урал і випасати худобу вздовж його заплави.
Зневірені прогодувати свої сім'ї і досягти більш справедливого розподілу земель шаруа почали відкрито грабувати худобу на султанських і ханських кочовищах. З лютого 1836 року стихійні виступи були підтримані старшиною Таймановим і акином Махамбетом, що приєднався до нього. Вони закликали захоплювати землі хана і Уральського козацького війська, переходити до Уралу, відбивати худобу. До повстання приєдналися кілька родів на чолі зі старшинами. Втім спочатку зберігалася надія на вирішення земельної проблеми за сприяння російської влади. Тайманов звернувся до Оренбурзького генерал-губернатора Перовського з проханням провести ретельне і чесне розслідування, але той відповів каральною експедицією декількох сотень уральських і астраханських козаків спільно з вірними хану Жангіру загонами. У листопаді 1837 року вони розгромили повсталих у Тас-Тюбе.
Розсіяні повстанці частково зуміли прорватися на лівий берег Уралу і згрупуватися знову. Навесні Перовський доносив до Петербурга, що військо Тайманова «поступово зростаючи, почало досить позитивно наближатися до лінії і, зрештою, за останніми даними, перебувало вже не далі двох переходів. Від двох-трьох тисяч чоловік при раптовому нападі може прорватися на кожній точці лінії і наробити великі заворушення». За Урал була відправлена експедиція у складі регулярних військ, уральських і оренбурзьких козаків і 12 липня 1838 року повстанці були розгромлені, Ісатай Тайманов узагинув при зіткненні з загоном царських військ. Махамбет Утемісов з уцілілими повстанцями втік на південь, і згодом був також убитий найманими вбивцями 20 жовтня 1846 року на території нинішньої Атирауської області.